# تمام (عروض)
تام التفعيلات هو بيت من الشعر هو الذي يحتوي على العدد الكامل من المقاطع في الركن الأخيرة.  عند الحديث عن الشعر المكتوب باللغة الإنجليزية، يمكن القول إن المصطلح ذو أهمية أو فائدة محدودة، على الأقل بالمقارنة مع مضاده، المتبتور ، لسبب بسيط وهو أن تمام التفعيلات هو «الحالة المعتادة» في الغالبية العظمى من السياقات الموزونة و ولذلك فإن الإشارة الصريحة إليه تكاد تكون غير ضرورية على مستوى العالم.

## في العربية
صفة تطلق على بيت الشعر الكامل التعيلات في البحر الذي ينتمي إليه.